# Этногенез талышей

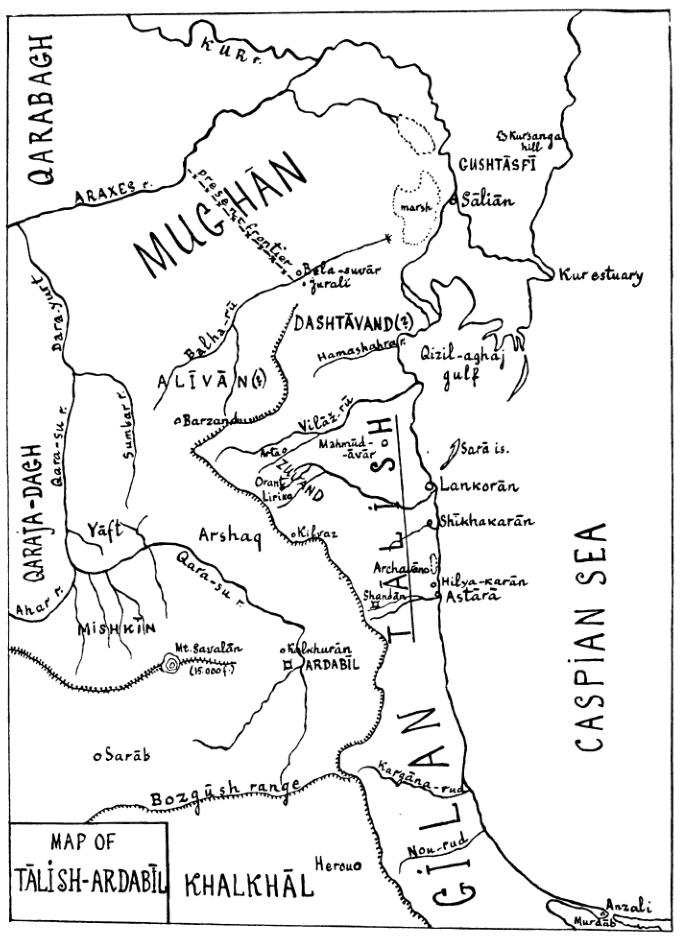
Карта территории талышей в работах Минорского В. Ф.

Этногенез талышей (тал. Tolyšon etnogenez / Толышон етногенез) — процесс формирования талышского народа, происходивший преимущественно на территории Талыша (Талышистана).

## Предки талышей
В этногенезе талышей участвовали несколько племен, которые обитали в античности в пределах Закавказья. Большинство этих племен были ираноязычными. Ряд историков считают предками талышей племена кадусиев, а другие утверждали, что к предкам талышей имели отношения также племена каспиев. Известно, что кадусии были связаны со скифским племенем гелов  и поэтому некоторые источники гелов рассматривают в качестве предков талышей. Помимо кадусиев и каспиев существовали версии и о мидийском происхождении талышей, но азербайджанские историки утверждали, что именно персы , а не мидяне являются предками талышей. Подобно мидийцам к предкам талышей причислялись и скифские марды. В древности территория талышей называлась дейлемом и не исключено , что дейлемиты имели к талышам отношение. И. М. Дьяконов отмечал, что кадусии наряду с другими племенами фактически составляли основную массу населения Скифского царства
Садик Исфахани называл талышей Закавказья «племенем Гилана», названных так по имени Талиша, сына Иафета, сына Ноя.  В персидской литературе Ной отождествляется с Феридуном. Иафету тождественен Тур, который являлся средним сыном Траэтоны.

## Происхождение
Выяснение этногенеза талышей связано с определёнными трудностями. Прежде всего, это скудная фактологическая база, которую можно компенсировать материалами языка, топонимии, мифологии, исторических преданий и т. д. Топоним «талыш» известен из средневековых арабских источников, в частности, встречается у арабского историка аль-Табари, обозначавшего талышей как «ал-тайласан». Аль-Табари пишет: «В горах вокруг Азербайджана жили такие народы, как гелы (одно из племен древних кадусиев) и ал-тайласан, которые не подчинились арабам и были свободны и независимы». В вопросе этногенеза талышей до сих пор много белых пятен. В отличие от большинства народов Кавказа, генетическое разнообразие северных талышей до сих пор практически не исследовано. Имеются лишь сведения о демографической структуре и о генетическом полиморфизме гаптоглобина, трансферрина, группоспецифического компонента и альбумина у талышей села Пирасора Лерикского района Азербайджана. В формировании этноса в лице талышей, участвовало много античных и средневековых племён или народов. В античности территорию талышей заселяли ираноязычные племена скифов, которые упоминались в описаниях древних греков под разными названиями. Одним из таких племен были скифские гелы, которых греки называли кадусиями, но по другим источникам кадусии были называнием трёх племен в лице аорсов, дахов и гелов. Но гелы также античными авторами чаще упоминаются с легами, от которых происходит современное называние города Лерик в республике Азербайджан. Лерик талыши называют как «Лик». О скифском происхождении талышей говорит и название города Астара, которое приводится в источниках, как называние скифской богини «Тары». Нельзя также забывать о результатах археологии, которые проводились Жаком де Морганом, где он придает курганам Ленкорани и Астары скифское происхождение.
По словам Харальда Хаарманна, «Скифы и другие племена, такие как аланы, исчезают из исторических источников. Позже появились и другие народности иранского происхождения. Их потомки известны как осетины, таты, талыши и курды.»

## Генетика
Что касается гаплогрупп NRY-Y-ДНК, то у талышей наблюдается ярко выраженное ближневосточное родство: гаплогруппа J2, связанная с появлением и распространением сельского хозяйства на неолитическом Ближнем Востоке, обнаружена более чем у 25% выборки. Другая патрилиния, гаплогруппа R1, также, как полагают, варьируется от 1/4 до 1/2, в то время как R1a1, маркер, связанный с восточной индоевропейской группой, включающей индоиранские народы Центральной и Южной Евразии, достигает лишь менее 5%, вместе с гаплогруппой G.

## Антропология

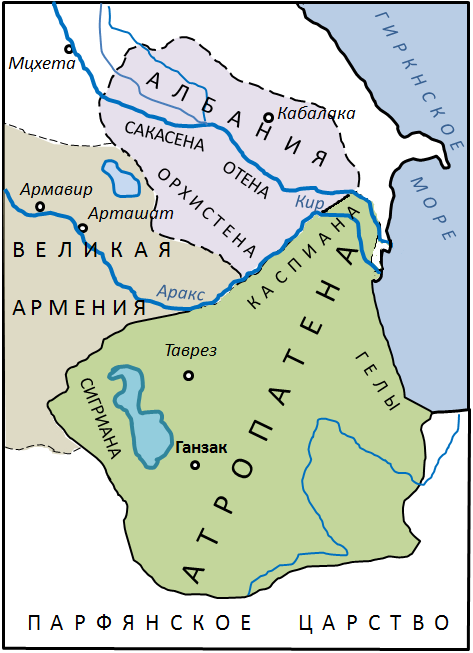
Гелы на юго-западном берегу Каспийского моря

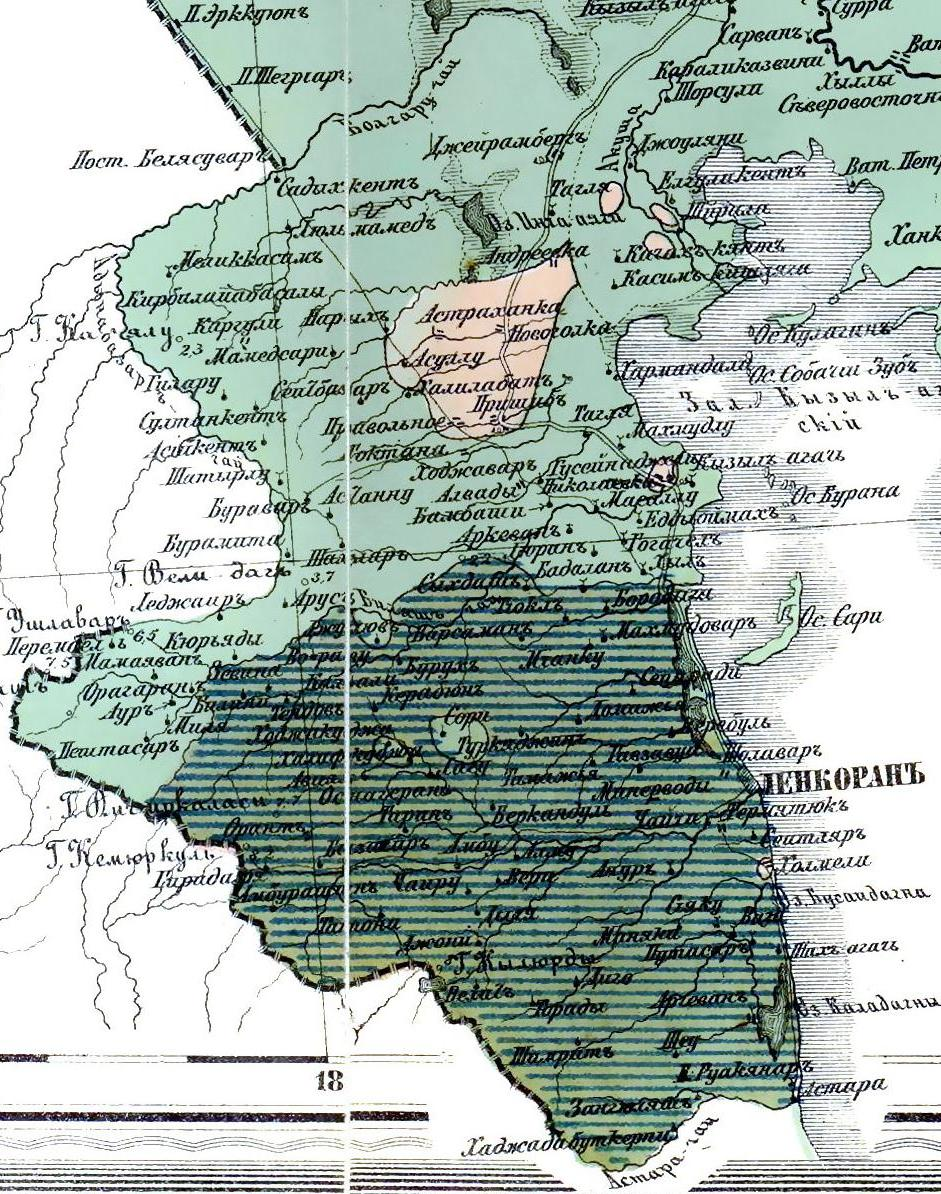
Этнографическая карта Ленкоранского уезда (1880 г.)

Талыши имеют в отличие от осетин узкое лицо и темную пигментацию, европеоидный комплекс признаков выражен так же сильно, как и у осетин. Антропологически талыши относятся к балкано-кавказской разновидности большой европеоидной расы. Описание внешнего облика талышей встречаются уже в первой половине XIX века. Так, в составленном в 1836 году «Обозрении российских владений за Кавказом» сказано: «Будучи отличной физиогномии и наружного вида, они роста довольного высокого, сложения хорошего; бледные лица их, более или менее смуглые, большею частию продолговаты; верхняя часть головы широкая; глаза большие; брови густые почти соединяются вместе». Следующее описание талышей оставил путешественник, а затем правитель дел Кавказского Отдела Императорского Русского Географического Общества, П. Ф. Рисс:

Жители Астаринскаго Магала большею частію средняго роста и хорошо сложены, очень рѣдко бываютъ дородны; цвѣтъ лица у нихъ смуглый; ихъ типъ напоминаетъ индѣйскій; черты ихъ имѣютъ дикое, но отнюдь не свирѣпое выраженіе. Женщины, сколько я могъ замѣтить, довольно хороши.

Российский натуралист, статистик и этнограф второй половины XIX века Н. К. Зейдлиц оставил следующие наблюдения:

Талышины средняго роста, хорошо сложены. Цвѣтъ лица у нихъ смуглый, выраженіе его дикое, но отнюдь не свирѣпое; оно весьма отличаетъ ихъ отъ татаръ (имеются в виду азербайджанцы — прим.) и персіянъ. Носъ острый, большой, чаще прямой, чѣмъ загнутый;…. Жители бывшаго Астаринскаго магала особенно хорошо сложены, большаго роста и, несмотря на климатъ, съ виду здоровые.

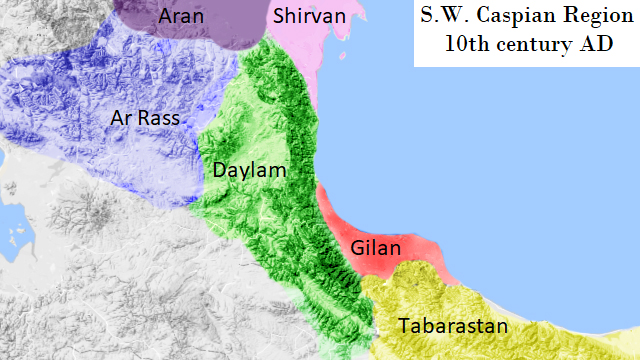
Территория Дейлама в X веке нашей эры

Наиболее подробно антропологический тип талышей был изучен Н. И. Ансеровым. Он заключает, что по своим антропологическим особенностям талыши низменных районов относятся к переднеазиатскому (арменоидному) типу, а в горных районах этот тип смешан с «иранским». В. В. Бунак, в свою очередь, сближает талышей Прикаспийской низменности с «карабахским вариантом» переднеазиатского типа, а талышей космолианского района он относит к «эльбурскому» (или «араксинскому») варианту каспийского типа. Г. Ф. Дебец, наоборот, включает талышей в состав каспийского антропологического типа. По материалам, собранных Р. Д. Муганлинским, можно обнаружить, что талыши по многим признакам лица и по развитию волосяного покрова гораздо ближе стоят к представителям каспийского типа, чем переднеазиатского. Андрей Буровский сравнивает горную часть талышей с таджиками памира, описывая их черты лица как у древних ариев.
Из неевропеоидных народов более развитый волосяной покров, чем армяне, имеют, надо думать, только айны и, возможно, австралийцы), темную пигментацию. По цвету волос, глаз и кожи они несколько светлее азербайджанцев, но заметно темнее грузин. В ареал этой комбинации признаков входят также, судя по соматологическим данным, талыши, таты, айсоры и некоторые другие этнические группы Закавказья.